# Zoatoupsi (Mbankomo)
Pour les articles homonymes, voir Zoatoupsi.
Zoatoupsi est un village de la région du Centre au Cameroun, localisé dans la commune de Mbankomo et le département de la Méfou-et-Akono.

## Population
En 1965, Zoatoupsi comptait 530 habitants, principalement des Ewondo.
Lors du recensement de 2005, ce nombre s'élevait à 855.